# Brunów (Lwówek Śląski)
Pour les articles homonymes, voir Brunów (Polkowice) et Brunow (homonymie).
Brunów est une localité polonaise de la gmina et du powiat de Lwówek Śląski en voïvodie de Basse-Silésie.